# Simonsberg
Simonsberg er en landsby og kommune i det nordlige Tyskland under Kreis Nordfriesland i delstaten Slesvig-Holsten. Byen ligger 8 kilometer sydvest for Husum på halvøen Ejdersted i det sydvestlige Sydslesvig. Byen var tidligere en del af øen Strand.
Kommunen samarbejder på administrativt plan med andre kommuner i Nordsø-Trene kommunefællesskab (Amt Nordsee-Treene).
Simonsberg blev grundlagt af Oluf Hunger og tilhørte i den danske tid Simonsberg Sogn i Lundebjerg Herred.